# Sing the Sorrow
Sing the Sorrow è il sesto album in studio della band AFI di Berkeley, California. È stato pubblicato nel 2003, e raggiunse la quinta posizione nella classifica della Billboard, e fu certificato disco d'oro il 30 aprile 2003 dalla RIAA. L'album divenne disco di platino nel dicembre 2004.

## Tracce

### US Version
1. Miseria Cantare- The Beginning – 2:57
2. The Leaving Song Pt. 2 – 3:31
3. Bleed Black – 4:15
4. Silver and Cold – 4:11
5. Dancing Through Sunday – 2:26
6. Girl's Not Grey – 3:10
7. Death of Seasons – 3:59
8. The Great Disappointment – 5:27
9. Paper Airplanes (Makeshift Wings) – 3:57
10. This Celluloid Dream – 4:11
11. The Leaving Song – 2:44
12. ...but home is nowhere / Spoken Word (hidden track) / This Time Imperfect (hidden track)  – 15:08

### UK Version
1. Miseria Cantare- The Beginning – 2:57
2. The Leaving Song, Pt. II – 3:31
3. Bleed Black – 4:15
4. Silver and Cold – 4:11
5. Dancing Through Sunday – 2:26
6. Girl's Not Grey – 3:10
7. Death of Seasons – 3:59
8. The Great Disappointment – 5:27
9. Paper Airplanes (Makeshift Wings) – 3:57
10. This Celluloid Dream – 4:11
11. The Leaving Song – 2:44
12. ...but home is nowhere – 3:50
13. Synesthesia (bonus track)  – 3:30
14. Now the World (bonus track) / Spoken Word (hidden track) / This Time Imperfect (hidden track)  – 15:18

## Formazione
- Davey Havok – voce
- Jade Puget – chitarra, voce secondaria
- Hunter Burgan – basso, voce secondaria
- Adam Carson – batteria, voce secondaria

### Produttori
- Produttore: Jerry Finn e Butch Vig
- Assistente mixer: Jerry Finn
- Produttore esecutivo: Jade Puget
- Assistente registrazione: Joe McGrath
- Assistente tecnico: Chris Holmes, Alan Mason, Dan Chase, Stacey Dodds, e Alan Sanderson
- Assistente tecnico aggiuntivo: Alan Mason
- Tecnico batteria: Garner Knutsen e Mike Fasano
- Registrato al Cello Studios, Los Angeles
- Mixato al Chalice Studios, Los Angeles
- Masterizzato al Bernie Grundman Mastering da Brian Gardner
- A&R: Luke Wood
- Direzione artistica e design: Jason Noto and Doug Cunningham, Morning Breath, Inc.
- Illustratore icone: Alan Forbes
- Fotografo: Matthew Welsh

### Ospiti
- Susie Katayama: Cello
- Roger Joseph Manning Jr.: chiavi aggiuntive su "...but home is nowhere"
- Jasmine Weist: miglior voce femminile
- Nick 13: voce secondaria
- Geoff Kresge: voce secondaria
- Chris Holmes: voce secondaria
- Ralph Saenz: voce secondaria
- Jerry Finn: voce secondaria
- Joe McGrath: voce secondaria
- Matt Wedgley: voce secondaria
- Butch Vig: voce secondaria
- Steve Cunningham: voce secondaria
- Luke Wood: voce secondaria
- Stacey Dodds: Vocoder
- St. Mileon's Church: coro
- Gibson Casian: voce parlata
- Hans Wold: voce parlata